# Décio Freitas
Décio Bergamaschi Freitas (Encantado, 6 de setembro de 1922 – Porto Alegre, 9 de março de 2004) foi jornalista e historiador brasileiro. À parte de suas publicações em livros, escrevia no jornal Zero Hora de Porto Alegre, de cujo corpo editorial fazia parte.

## Biografia
Décio Freitas estudou no Colégio Rosário em Porto Alegre, formou-se pela Faculdade de Direito da Universidade do Rio Grande do Sul, onde entrou no Partido Comunista Brasileiro. Ainda na faculdade, Décio iniciou sua carreira como jornalista.
Após o Golpe de 1964, Décio fugiu para São Paulo e no Rio de Janeiro, e finalmente refugiou-se em Montevidéu.
Foi historiador marxista, com extensa obra em livros. Em Palmares - A Guerra dos Escravos, retrata Zumbi dos Palmares e  contou a história da confederação dos quilombos de Palmares. Não se limitava a compilar informações bibliográficas, mas ia às primitivas fontes. Buscava novas óticas e possibilidades de interpretação dos fatos.
Renunciando ao marxismo, nos últimos anos, publicou obras como O Maior Crime da Terra sobre  os crimes da Rua do Arvoredo e o quotidiano de Porto Alegre do início do século XX; e O Homem que Inventou a Ditadura no Brasil, crítica a Júlio de Castilhos e elogio a Gaspar Silveira Martins, produção que se encontra entre a história e a ficção literária.
Colocou todos os seus instrumentos e armas - os conhecimentos jurídicos, o jornalismo, a sedução, a capacidade de diálogo, o gosto pela política, a convivência com os grandes políticos nacionais - a serviço da pesquisa e da narrativa da história. Os jornais Folha de S. Paulo e O Globo, o denominaram como o "historiador dos vencidos".

## Publicações
- Palmares - La Guerrilha Negra, Montevidéu, Nuestra América, 1971.
- Palmares - A Guerra dos Escravos, Porto Alegre, Movimento, 1971.
- Insurreições Escravas, Porto Alegre, Movimento, 1975.
- Escravos e Senhores-de-Escravos, Porto Alegre, Escola Superior São Lourenço de Brindes/UCS, 1977.
- Cabanos - Os Guerrilheiros do Imperador, Rio de Janeiro, Graal, 1978.
- O Escravismo Brasileiro, Porto Alegre, Escola Superior São Lourenço de Brindes/Vozes, 1980.
- O Capitalismo Pastoril, Porto Alegre, Escola Superior São Lourenço de Brindes, 1980.
- Escravidão de Índios e Negros no Brasil, Porto Alegre, Escola Superior São Lourenço de Brindes/UCS, 1980.
- O Socialismo Missioneiro, Porto Alegre, Movimento, 1982.
- A Revolução dos Malês, Porto Alegre, Movimento, 1985.
- Brasil Inconcluso, Porto Alegre, Escola Superior São Lourenço de Brindes, 1986.
- A Comédia Brasileira, (crônicas) Porto Alegre, Sulina, (1994).
- O Maior Crime da Terra, (Ensaio - História) Porto Alegre, Sulina, (1996).
- O Homem que Inventou a Ditadura no Brasil, (Ensaio - História) Porto Alegre, Sulina, (1999).
- República de Palmares: pesquisa e comentários em documentos históricos do século XVII, Edufal, 2004.
- A Miserável Revolução das Classes Infames, Rio de Janeiro, Record, 2005.